# مانی پاکیائو
مانی پاکیائو (انگلیسی: Manny Pacquiao) یک بوکسور حرفه‌ای و سیاستمدار اهل فیلیپین است. او همچنین در رشته‌های بسکتبال، بازیگری و خوانندگی نیز فعالیت دارد.

## زندگی‌نامه
پاکیائو در سن ۳۲ سالگی برای مجلس نمایندگان فیلیپین انتخاب شد و به فعالیت‌های سیاسی ادامه داد. او نخستین و تنها ورزشکاری است که در ۸ وزن مختلف به قهرمانی جهان رسید. پاکیائو در ۴ کلاس وزنی به صورت پیاپی این قهرمانی‌ها را به دست آورد.
او فعالیت ورزشی خود را معطوف به بوکس حرفه‌ای کرده است، با این حال او مربی‌گری تیم بسکتبال کیا کارناوال را نیز بر عهده دارد. او حتی یک‌بار به مدت ۷ دقیقه برای تیم انجمن بسکتبال فلیپین بازی کرد و این در حالی است که او قد کوتاهی دارد.
در سال ۲۰۱۰ برای مجلس پانزدهم و در سال ۲۰۱۳ برای مجلس شانزدهم نمایندگان فلیپین رای آورد.
در کودکی والدین مانی از یکدیگر جدا شدند و او تا ۱۴ سالگی در کنار مادر بود اما به دلیل فقر و عدم تأمین مالی، خانه را جهت کار ترک‌کرد و نیز نتوانست که دوران دبیرستان را به پایان رساند.
پاکیائو در سال ۲۰۰۰ ازدواج کرد و حاصل این ازدواج ۵ فرزند می‌باشد.
در سال ۲۰۰۷ او تصمیم به ادامه تحصیل گرفت و توانست دیپلم خود را اخذ نماید و راه برای ورود به دانشگاه برای او بازشد. او در دانشگاه در رشته مدیریت تجاری ادامه تحصیل داد و در سال ۲۰۰۹ از طرف دانشگاه SWU به درجه دکتری افتخاری نایل شد.
پاکیائو به صورت کاملاً علنی مخالفت خود را با همجنسگرایی اعلام کرد.
پاکیائو یکی از بهترین بوکسورهای سبک‌دست دنیاست و طرفداران خاص خود را دارد که او را با فلوید مقایسه می‌کنند.
در سپتامبر ۲۰۲۱، مانی پاکیائو نامزدی خود را برای انتخابات ریاست جمهوری ۲۰۲۲ اعلام کرد.